# فائقة سعيد الصالح
فائقة سعيد الصالح سياسية وكانت تتولى منصب وزيرة الصحة سابقًا في البحرين.

## السيرة
تخرجت فائقة من جامعة لندن بحصولها على ماجستير في المكتبة ودراسات المعلومات. شغلت منصب الأمين العام المساعد لجامعة الدول العربية رئيس قطاع الشؤون الاجتماعية. عملت فائقة وزيرة للتنمية الاجتماعية من ديسمبر 2014 حتى تم تعيينها وزيرة الصحة في البحرين في أكتوبر 2015. وضعتها فوربس الشرق الأوسط في المركز التاسع على قائمة أقوى النساء العربيات في الحكومات. هي المرأة الوحيدة في مجلس الوزراء البحريني. في ديسمبر 2015 ترأست الاحتفال بيوم المرأة البحرينية في وزارة الصحة حيث وعدت بدعمها للكوادر النسائية وحلفائها في الوزارة. في إطارها تعاونت وزارة الصحة ووزارة الخارجية لإنشاء جامعة الملك حمد للتمريض والعلوم الطبية في باكستان. افتتحت أول عيادة فندقية في البحرين في فندق فور سيزونز.